# Feminisierung der Armut
Feminisierung der Armut beschreibt ein Phänomen, nach dem Frauen einen unverhältnismäßig großen Anteil der Bevölkerung ausmachen, die als in Armut lebend bezeichnet wird.

## Ursachen
UNIFEM beschreibt es als „die von Frauen getragene Last der Armut, wie sie vor allem in Entwicklungsländern zu beobachten ist“. Dieses Konzept wird dabei nicht nur als Folge niedrigen Einkommens gesehen, sondern auch als Ergebnis der Diskriminierung des weiblichen Geschlechts. Dazu gehört beispielsweise eine generelle Benachteiligung der Frau gegenüber dem Mann bei allen gesellschaftlichen Chancen und Möglichkeiten, die ihre Biographie betreffen. Der steigende Anteil der Frauenarmut wird auch auf die steigende Anzahl von Haushalten, in denen Frauen als Alleinerzieherinnen tätig sind, zurückgeführt.